# Nagasawa Azusa
Nagasawa Azusa (長澤 あずさ 30 tháng 12 năm 1988 –) là một cựu nữ diễn viên khiêu dâm người Nhật Bản.

## Sự nghiệp・Đời tư
Sở thích và kĩ năng đặc biệt của cô là nghe nhạc, nấu ăn và chơi dương cầm.
Sau khi hoạt động với tư cách là một thần tượng áo tắm vào năm 2008, vào tháng 12 cô ra mắt ngành phim khiêu dâm với phim "Ryōkai×Minimal Mosaic tân binh Minimosa Azusa Nagasawa" (了解×ギリモザ 新人ギリモザ 長澤あずさ). Cô đã nghỉ việc vào tháng 1/2014.